# Thorsten Marx
Thorsten Marx (* 8. April 1968) ist ein Flottillenadmiral der Deutschen Marine und Assistant Chief of Staff J9 im Joint Force Command Naples in Neapel (Italien).

## Militärische Laufbahn

### Ausbildung und erste Verwendungen
Marx trat mit der Crew VII/87 in die Bundeswehr ein und absolvierte die Ausbildung zum Marineoffizier. Im Anschluss studierte er bis 1991 an der Universität der Bundeswehr. Bis 1995 diente er auf Küstenminensuchbooten, als Operationsoffizier auf der Fregatte Bayern und als Schiffseinsatzoffizier auf der Fregatte Mecklenburg-Vorpommern. Nach einem Lehrgang für Luftverteidigung an der Belgisch-Niederländischen Operationsschule in Den Helder übernahm er das Kommando über das Hohlstablenkboot Ensdorf.

### Dienst als Stabsoffizier
Marx war Teilnehmer am 43. Admiralstabslehrgang an der Führungsakademie der Bundeswehr in Hamburg. Danach war er als Referent für maritime Anforderungen in Maritime Defence Planning Branch des Allied Command Transformation in SHAPE/Belgien, wo er sich mit Transformationsthemen wie der Entwicklung der NATO-Streitkräftestruktur und der NATO-Reaktionskräfte befasste. Von 2007 bis 2009 war er Referent und stellvertretender Referatsleiter im Führungsstab der Streitkräfte (Fü S III 3) im Bundesministerium der Verteidigung in Bonn. Von 2009 bis 2010 absolvierte Marx die Ausbildung am US Naval War College in Newport (Rhode Island) in den Vereinigten Staaten. Anschließend war er u. a. Kommandant der Fregatte Hessen und bis 2017 Kommandeur des 4. Fregattengeschwaders in Wilhelmshaven.
Abgerundet wurde seine Tätigkeit als Stabsoffizier durch eine Tour als Tutor und Marinedozent für den Lehrgang für General- und Admiralstabsdienst an der Führungsakademie der Bundeswehr in Hamburg und einen kurzen sechsmonatigen Einsatz ins NATO-Hauptquartier zum Deutschen Militärischen Bevollmächtigten bei der NATO und EU als Dezernatsleiter Plans und Policy und Vertreter Chef des Stabes. Darüber hinaus war er im Bundeskanzleramt, Gruppe für militärische Aspekte der Sicherheitspolitik und des Bundessicherheitsrates tätig.
2018 schloss Marx eine Ausbildung am National War College in Washington, D.C. ab.

### Dienst als Admiral
Von 6. Januar 2023 bis 12. Januar 2024 war Marx Kommandeur der Standing NATO Maritime Group 1 (SNMG1). Seitdem wird er in der Abteilung Einsatz im Marinekommando in Rostock verwendet. Im Juli 2024 wurde er Stellvertretender Leiter Bündnisfähige Maritime Führungsstruktur (DEU MARFOR). Im November 2024 übernahm er die Position des Assistant Chief of Staff J9 im Deutschen Anteil Headquarters Joint Force Command Neapel/ITA.

## Einsätze
- Standing NATO Maritime Group 1 (SNMG1)
- Standing NATO Maritime Group 2 (SNMG2)
- Operation Active Endeavour (OAE)
- United States Central Command (CENTCOM) Coalition
- EU Naval Force ATLANTA
- United Nations Interim Force in Lebanon (UNIFIL)